# Jobi McAnuff
Joel Joshua Frederick Melvin McAnuff (ur. 9 listopada 1981 w Edmonton, Londyn) – urodzony w Anglii pomocnik, występujący w Leyton Orient. Jednokrotny reprezentant Jamajki.